# 창평현로
창평현로(Changpyeonghyeon-ro)는 전라남도 담양군 담양읍보촌대교남단에서 담양군 무정면오례삼거리까지 연결하는 도로이다.

## 주요 경유지
전라남도
- 담양군 (담양읍 - 고서면 - 창평면 - 대덕면 - 무정면)

## 노선
전 구간 국가지원지방도 제60호선에 속하므로 이에 대한 별도 표기는 생략한다.
| 이름               | 접속 노선                     | 소재지 | 소재지 | 비고 |
| ------------------ | ----------------------------- | ------ | ------ | ---- |
| 보촌대교남단       | 국도 제29호선 (죽향대로)      | 담양군 | 담양읍 |      |
| 고서교차로         | 지방도 제887호선 (가사문학로) | 담양군 | 고서면 |      |
| 동운교             |                               | 담양군 | 고서면 |      |
| 창평면오강리삼거리 | 의병로                        | 담양군 | 창평면 |      |
| 삼천1교            |                               | 담양군 | 창평면 |      |
| 대덕육교           |                               | 담양군 | 창평면 |      |
| (이름없음)         | 지방도 제897호선 (남대덕로)   | 담양군 | 창평면 |      |
| 대덕면문학리교차로 | 외문길 용산로                 | 담양군 | 대덕면 |      |
| 대덕면성곡리삼거리 | 금산길                        | 담양군 | 대덕면 |      |
| 오례삼거리         | 국도 제13호선 (무옥로)        | 담양군 | 무정면 |      |

## 주요시설및 건물
- 담양고서중학교 (창평현로 234/성월리 2-42)
- 고서119안전센터 (창평현로 398/산덕리 324-1)
- 대덕카센터 (창평현로 892/매산리 788)
- 대덕보건지소 (창평현로 903/매산리 706)
- 만덕초등학교 (창평현로 905/매산리 97)
- 대덕면사무소 (창평현로 915/매산리 94)